# پوکولبین، نیو ساوت ولز
پوکولبین (به انگلیسی: Pokolbin) یک حومه شهر در استرالیا است که در نیو ساوت ولز واقع شده‌است.